# مسرى البطاقة السريعة
مسرى البطاقة السريعة هي واجهة لتوصيل الأجهزة الطرفية بأجهزة الحواسيب، والتي عادةً ما تكون حواسيب محمولة. يحدد المعيار التقني لمسرى البطاقة السريعة تصميم الفتحات المدمجة في الحاسوب وبطاقات التوسعة التي تُدخل فيها. تحتوي البطاقات على دوائر إلكترونية، وأحيانًا موصلات للأجهزة الخارجية. ويحل معيار مسرى البطاقة السريعة محل بطاقة الحاسوب الشخصي.
تستطيع بطاقات مسرى البطاقة السريعة توصيل مجموعة متنوعة من الأجهزة بجهاز الحاسوب، مثل أجهزة التوجيه الخليوي (والتي يطلق عليها أحيانًا اسم بطاقات التوصيل)، وموصلات الفايرواير، والنواقل المتسلسلة العامة، ومنافذ شبكة الإيثرنت، وأجهزة تخزين ساتا، ومحركات أقراص الحالة الصلبة، ومسرى الربط السريع بين المكونات الطرفية، وغيرها من الأجهزة الطرفية، ووحدات تحكم واجهة الشبكة اللاسلكية، وبطاقات موالف التلفزيون، وقارئات بطاقات الوصول المشترك، وبطاقات الصوت.

## التاريخ
كانت الرابطة الدولية لبطاقات ذاكرة الحاسوب الشخصي هي أول من طور معيار مسرى البطاقة السريعة، وقدمته خلال منتدى منفذي الناقل التسلسلي العام كان الجهاز المضيف يدعم منافذ مسرى الربط السريع بين المكونات الطرفية والمسرى التسلسلي العام يو إس بي 2.0 (بما في ذلك المسرى عالي السرعة) والمسرى التسلسلي العام يو إس بي 3.0 (بما في ذلك المسرى فائق السرعة) عبر منفذ مسرى البطاقة السريعة، حيث تكون البطاقات قابلة للتوصيل السريع، ويمكن تصميم البطاقات لاستخدام أيٍّ من هذه الأوضاع. يُعد معيار مسرى البطاقة السريعة معيارًا مفتوحًا وفقًا لتعريف قطاع توحيد مقاييس الاتصالات، ويمكن الحصول عليه مجانًا من الموقع الإلكتروني USB-IF، إذ يُدير موقع USB-IF برنامج الامتثال لمسرى البطاقة السريعة، والذي يُمكن بموجبه منح الشركات حق الحصول على ترخيص لاستخدام شعار مسرى البطاقة السريعة على منتجاتها المتوافقة.

## الأنواع

مسرى البطاقات السريعة مقارنة ببطاقات الحاسوب الشخصي

يأتي مسرى البطاقة السريعة بشكلين مختلفين يكون أحدهما بعرض 34 ملليمتر (1.3 بوصة)، والآخر بعرض 54 ملليمتر (2.1 بوصة)، ويتخذ شكل حرف L على الرغم من أنّ كلا النوعين يحويان نفس الموصل (بعرض 34 ملليمتر)، ويكون طول البطاقات القياسية هو 75 ملليمتر (3.0 بوصة) وسمكها 5 ملليمتر (0.20 بوصة) ولكنها قد تكون أكثر سمكًا في الأقسام التي تمتد خارج الشكل القياسي للهوائيات والمنافذ وما إلى ذلك.